# 逍遥音乐会

逍遥音乐会標誌（2022年起）

逍遥音乐会（英語：The Proms，又称：BBC Proms），正式名稱為亨利·伍德逍遥音乐会（Henry Wood Promenade Concerts），是每年一度在英国伦敦举行的古典音乐节，是世界著名的音乐节之一。每年音樂節均於夏天舉行，歷時八星期，每天均有節目，多在皇家阿爾伯特音樂廳演出，有些室內樂節目則在卡杜甘音乐厅演出。“逍遥”的意思是参加音乐节的观众要一直站着观看演出，但可以随意走动，尤似散步。

## 歷史

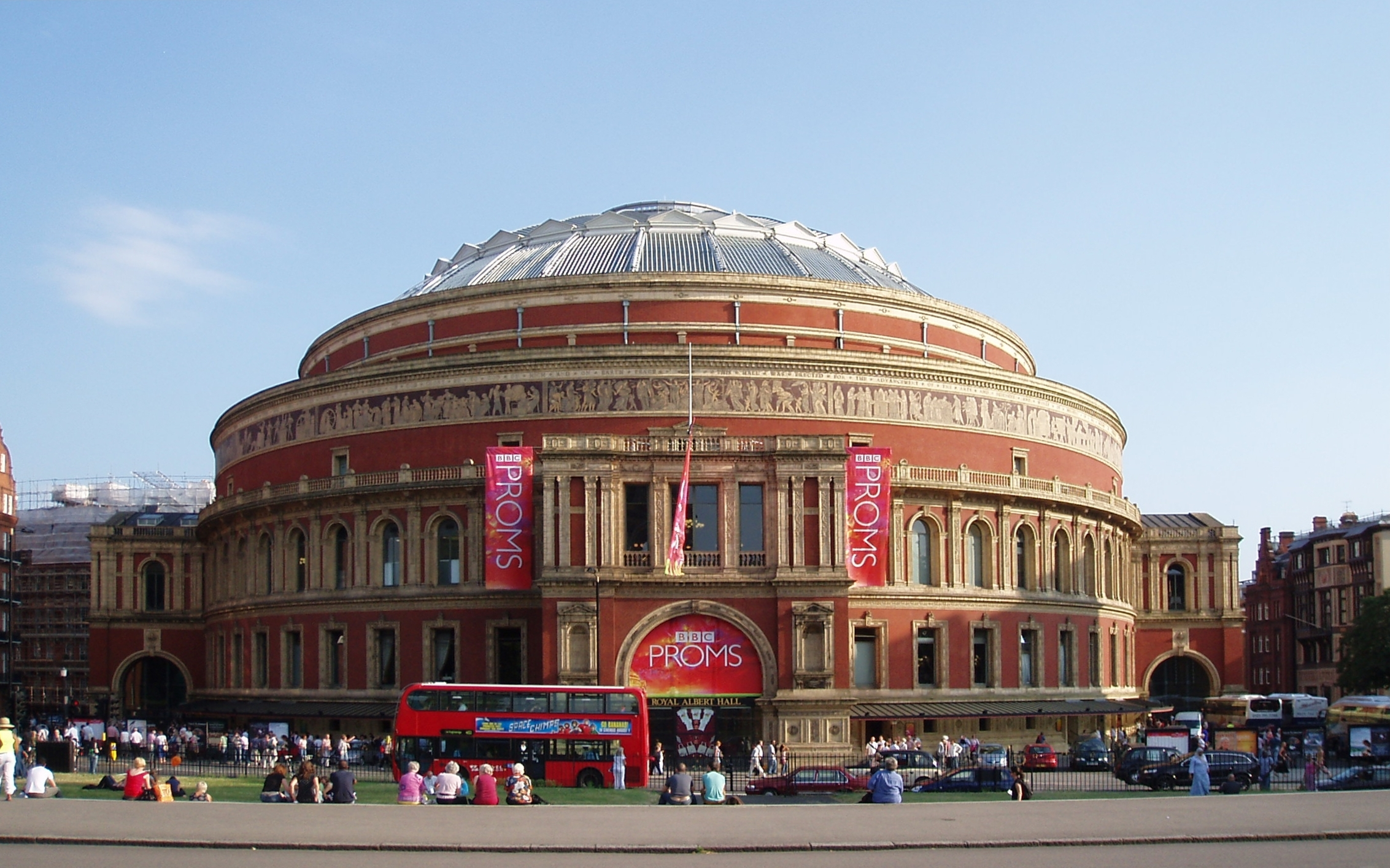
2008年在BBC逍遥音乐会期間的皇家阿爾伯特音樂廳

音乐会于1895年首次在女王音樂廳举行。创始人罗伯特·纽曼认为便宜的站票以及非正式的气氛（可以吃、喝，甚至吸菸）能够吸引更多并不经常参加古典音乐会的人。
而实际上，指挥家亨利·约瑟夫·伍德是同逍遥音乐会联系最为密切的人。他是第一场音乐会的指挥，并且将此后的演奏曲目扩充。到了1920年代，逍遥音乐会已经变成演奏当代音乐家如克劳德·德彪西、理查德·施特劳斯和拉尔夫·沃恩·威廉斯的曲目的盛会。
1927年，英国广播公司接手了音乐会。1930年，新组建的英国广播公司交响乐团开始在音乐会上表演。
音乐会于第二次世界大战期间中止，女王音樂廳在空袭中被毁。音乐会在战后重新开始，移至现在的皇家阿爾伯特音樂廳。

## 最后一夜

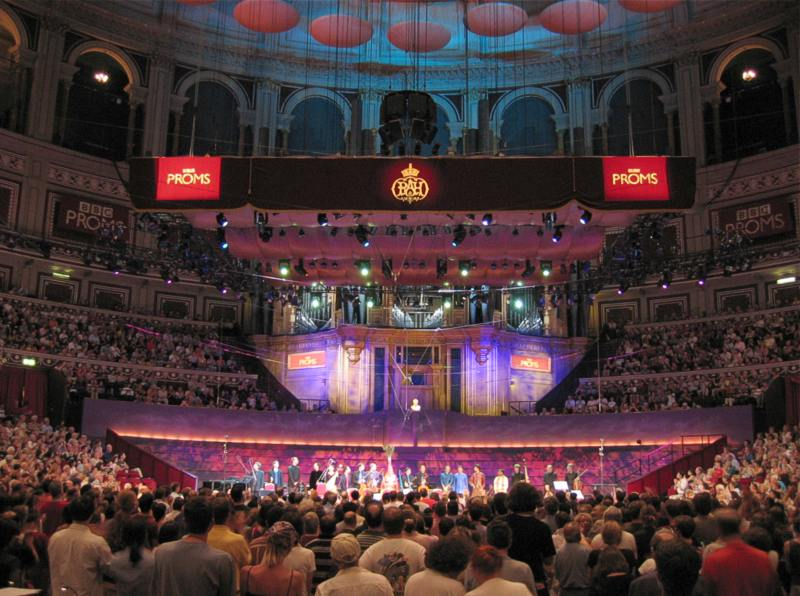
2004年逍遥音乐会

在逍遥音乐会的最后一夜，置于管风琴前的伍德半身像将由“逍遥者”代表戴上桂冠。
該晚的曲目會與前幾晚的不同，多是英國民眾比較熟悉的歌曲，不少為英國愛國歌曲，有：
- 爱德华·埃尔加爵士的《威風凜凜進行曲》之第一首「希望与光荣的土地」
- 亨利·伍德爵士的《英國航海歌集成曲（英语：Fantasia on British Sea Songs）》
  - 包括托馬斯·阿恩的《統治吧，不列顛尼亞！》
- 休伯特·帕里爵士的《耶路撒冷》
- 以英國國歌《天佑吾王》作結尾

因在場觀眾對這些歌曲大都是耳熟能詳，他們多會跟著音樂伴唱（有些歌曲只是副歌部份），令場面頓時變得熱鬧非凡。當音樂會的最後一首歌《天佑吾王》演奏完畢後，觀眾會自發地開始清唱《友誼萬歲》，作為音樂會的真正結束。